# Königssee
De Königssee is een meer in de gemeente Schönau am Königssee in het uiterste zuidoosten van de Duitse deelstaat Beieren, nabij de grens met Oostenrijk. Het is het diepste meer van Duitsland, met een maximale diepte van 190 m. De Königssee is ongeveer 6 km lang en 1 km breed. De oppervlakte bedraagt ongeveer 5,2 km². Aan de oever van het meer ligt de Sint-Bartholomeüskerk. Aan de noordelijke oever ligt ook de Deutsche Post Eisarena Königssee, bekend door de bobsleebaan in de winter.
Vrijwel heel het meer ligt in het Nationaal Park Berchtesgaden.